# Beatriz Oesterheld
Beatriz Marta Oesterheld (29 de septiembre de 1955 - Martínez 19 de junio de 1976), fue una militante montonera detenida-desaparecida, una de las cuatro hijas desaparecidas del dibujante, y también desaparecido, Héctor Germán Oesterheld.

## Biografía
Beatriz Oesterheld nació el 29 de septiembre de 1955, era al hija menor del guionista de historietas y escritor Héctor Germán Oesterheld y Elsa Sánchez. Sus hermanas fueron Marina, Diana y Estela. Hizo los estudios primarios y secundario en los colegio Northlands y en el Nacional de San Isidro, ambos en la zona norte del gran Buenos Aires.
A comienzos de la década de 1970 empieza a militar en la Juventud Peronista. Desde esta época mostró un particular interés por la medicina social y el sanitarismo. Luego se incorporará a Montoneros, participando en villas miseria del gran Buenos Aires, como por ejemplo en el barrio de la Sauce en Beccar; siendo parte de la construcción de la Unidad Básica “Compañero Capuano Martínez”. Allí comienza a usar el sobrenombre "María" en el barrio, donde ya es bien conocida. Al mismo tiempo, continúa con su acción política en la propaganda y agitación de Montoneros. Vivía en una isla del Tigre con su pareja Carlos “Cacho” Della Nave.
El día 19 de junio de 1976 se encontró con su madre en la confitería Jockey Club de Martínez. Hacía mucho que no se veían y estuvieron hablando casi dos horas. Al despedirse, Beatriz se dirigió hacia el barrio donde militaba. Pero desapareció en algún momento entre la estación del ferrocarril de Martínez y la villa La Sauce. Se supone que fue trasladada a Campo de Mayo y torturada allí.
Dos días más tarde, un desconocido se acercó a Elsa cuando estaba por subir al tren y le dijo que Beatriz había sido secuestrada por el ejército. Elsa fue a la policía y a Campo de Mayo, vio a jueces y sacerdotes, y presentó un habeas corpus. El 2 de julio en Bancalari en el partido de Tigre, producto supuestamente de un enfrentamiento. El 7 de julio, su madre Elsa fue citada en la comisaría de Virreyes y le dijeron que su hija había muerto junto con otras cinco personas que fueron arrojados en la calle. Le dieron el cuerpo y la sepultó.  Es la única hija de las cuatro desaparecidas de Héctor Germán Oesterheld y Elsa Sánchez cuyo cuerpo ha sido encontrado y enterrado.
Su vida, junto con la de sus hermanas, cuñados y padre detenidos desaparecidos es analizada de forma extensiva en el libro Los Oesterheld, a partir de entrevistas a su madre Elsa y conocidos de la década de 1970.
Su caso fue uno de los que se juzgaron en la denominada Megacausa Campo de Mayo del año 2022, en el cual se juzgaron crímenes contra unas 350 víctimas entre los años 1976 y 1978 ocurridos en cuatro Centros Clandestinos de Detención ubicados en Campo de Mayo; dictándose distintas penas a 19 acusados.